# Projet poétique planétaire
Le Projet poétique planétaire (« PPP ») a été initié le 29 mai 2013 par l'écrivain (et membre de l'Oulipo) Jacques Jouet. L'objectif est de faire parvenir par voie postale, à chaque être humain de la planète Terre, un poème original composé pour lui.
Depuis cette date, cinq autres poètes ont rejoint Jacques Jouet dans cette entreprise : Jean-Paul Honoré, Cécile Riou, Natali Leduc, Patrick Biau et Peter Hauff (Allemagne). Les poèmes sont expédiés par la poste ou remis de la main à la main, à l'exclusion de tout autre moyen. Sauf exception, leurs destinataires sont inconnus des auteurs.

## Historique

### Du "poème du jour" au PPP
Depuis le 1er avril 1992, Jacques Jouet, compose des poèmes du jour. L'ensemble de ces poèmes est en cours de publication par les éditions P.O.L sous les titres Navet, linge, œil-de-vieux (1999), Du jour (2013) et Dos, pensée (poème), revenant (2019).
En 2013, le 29 mai, l'aventure prend une autre dimension. Jacques Jouet décide alors d'adresser à chaque habitant de la planète un poème inédit et composé pour lui.

En première étape, il se fixe le but d'adresser un poème par jour, et parfois plus, à tous les abonnés du téléphone figurant sur les annuaires de France, en commençant par l'Ain – dont le nom est providentiellement homonyme du chiffre 1 – pour terminer par l'Yonne. L'Abergement-Clémenciat, L'Abergement-de-Varey, Ambérieu-en-Bugey sont les trois premières communes concernées,. Ce poème est envoyé sous enveloppe timbrée, accompagné en pied de page d'un bref exposé du projet d’ensemble :
« ...Un autre rêve est que chaque être humain ait un jour le sien, de poème, le sien, pour lui d’abord. C’est pourquoi je commence par les « pages blanches » des abonnés du téléphone du département de l’Ain (01) de la République française. Il n’est pas certain que, de mon vivant, j’arrive à l’Aisne, et, après la France, au Gabon. Et alors ? J’aurai essayé. Et, qui sait ? j’aurai peut-être été aidé par d’autres. »
À sa demande, d'autres poètes le rejoignent bientôt dans ce projet. À partir du 1er octobre 2013, Jean-Paul Honoré écrit lui aussi aux habitants du département de l'Ain, mais en prenant l'annuaire téléphonique à rebours (commune de Vonnas). Puis la poétesse Cécile Riou choisit de s'établir à mi-chemin de la liste des départements français et d'adresser, à partir du 1er février 2016, un poème par jour aux habitants de la Lozère. Ce trio est ensuite rejoint, le 1er avril 2018, par Natali Leduc, dont les destinataires résident comme elle au Canada, puis par le poète Patrick Biau, qui choisit d'écrire à la population de Lourdes à compter du 4 septembre 2020. Ils sont rejoints en 2023 par Arsène Caens.

### Le Projet Poétique Planétaire et l'Oulipo
Le Projet Poétique Planétaire n’est pas oulipien à proprement parler. Jacques Jouet l’a conçu indépendamment des activités de l’Oulipo. Des cinq poètes qui portent aujourd'hui le projet, il est le seul qui appartienne à ce groupe. Quelques affinités existent pourtant.
Elles résident dans la rencontre entre la part de fantaisie utopique qu’exprime le PPP et la mise en œuvre d’une contrainte forte. Celle-ci, cependant, n’est pas linguistique, discursive ou narrative, mais purement pragmatique puisqu’il s’agit de l’écriture et de l’expédition quotidiennes d’un courrier. Rien n'empêche, au demeurant, que les poèmes composés dans le cadre du PPP soient à contraintes.
On notera que d’autres poètes oulipiens que Jacques Jouet ont occasionnellement contribué aux campagnes du PPP : Frédéric Forte (campagne de Vulaines en 2015 et celle de Paris Grands-Moulins en 2017), Jacques Roubaud (campagne de Vert-Saint-Denis en 2015) et Ian Monk (campagne « Sept étés » du site Poezibao en 2018).
Le lien entre l’Oulipo et les poètes non oulipiens du PPP s’est effectué autour des Mille-Univers, à l’occasion des « Récréations » poétiques que cette maison d’édition organise à Bourges depuis 2003.

## Géographie du PPP

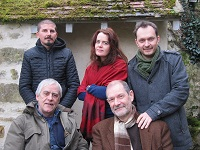
Le poète Jacques Jouet, entouré de Jean-Paul Honoré, Benoit Casas, Frédéric Forte et Cécile Riou, en 2015.

### L'Ain
Depuis le 29 mais 2013, dans l'Ain, communes de L'Abergement-Clémenciat, L'Abergement-de-Varey, Ambérieu-en-Bugey… (Jacques Jouet)
Depuis le 1er octobre 2013, communes de Vonnas, Virignin, Virieu-le-Petit, Virieu-le-Grand… (Jean-Paul Honoré) 

### La Lozère
Depuis le 1er février 2016, en Lozère, communes de Albaret-le-Comtal, Albaret-Sainte-Marie, Allenc, Altier, Antrenas, Azenc-d'Apcher, Azenc-de-Randon, Aumont-Aubrac, Auroux, Badaroux, Bagnols, Balsièges… (Cécile Riou)

### Haïda Gwaïi et Maple Ridge (Canada)
Depuis le 1er avril 2018, Natali Leduc écrit des poèmes (certains en français, certains en anglais) qu'elle adresse aux habitants de l'archipel de Haïda Gwaïi, et depuis le 1er avril 2020, aux habitants de la ville de Maple Ridge (en Colombie-Britannique).

### Lourdes (France)
Le poète Patrick Biau écrit aux habitants de Lourdes depuis le 4 septembre 2020.

## Collaborations ponctuelles
Des équipes intermittentes, pour des « campagnes » limitées dans le temps et la géographie, sont constituées, à la demande, avec des poètes venant renforcer ce noyau. À ce jour, Bourges (dans le Cher), Valvins et Vert-Saint-Denis (en Seine-et-Marne), L’Ételon (un village de l’Allier), Scy-Chazelles (en Moselle), Lille (Nord), Aarhus (au Danemark), Kobé (au Japon), Niamey (au Niger), Limerick (en Irlande), Victoria et Beaubassin-Est (au Canada)… Des bibliothèques, des musées, des universités, des festivals, des colloques, des sites en ligne dédiés à la poésie (Poezibao)… accueillent ponctuellement le PPP.
Une part importante étant accordée à la « sociabilité d’écriture » au sein du PPP, l'entreprise est collective et inspirée par une éthique du partage. Elle débouche dans certains cas sur des pratiques d’écriture en commun. Le PPP revendique d’inclure dans ses équipes occasionnelles des poètes « amateurs », pratiquants d’ateliers d’écriture de tous horizons, qui ne font pas métier de la poésie.

### Université Gustave Eiffel
À l’occasion du Printemps des poètes 2021, l’Université Gustave Eiffel invite en résidence à l'université, pour six semaines, Patrick Biau, Jean-Paul Honoré, Jacques Jouet et Cécile Riou et réalise une exposition récapitulative des activités du PPP depuis 2013 ainsi qu'un atelier wikipédia,. Cet atelier fait suite à celui intitulé Wikipédia+Oulipo organisé en mars 2020. Le mardi 4 mai 2021, une rencontre (retransmise par visio-conférence) est organisée avec les quatre poètes. Ils y ont donné lecture de quelques-uns des poèmes qu’ils ont écrits et adressés quotidiennement à des membres de la communauté universitaire.

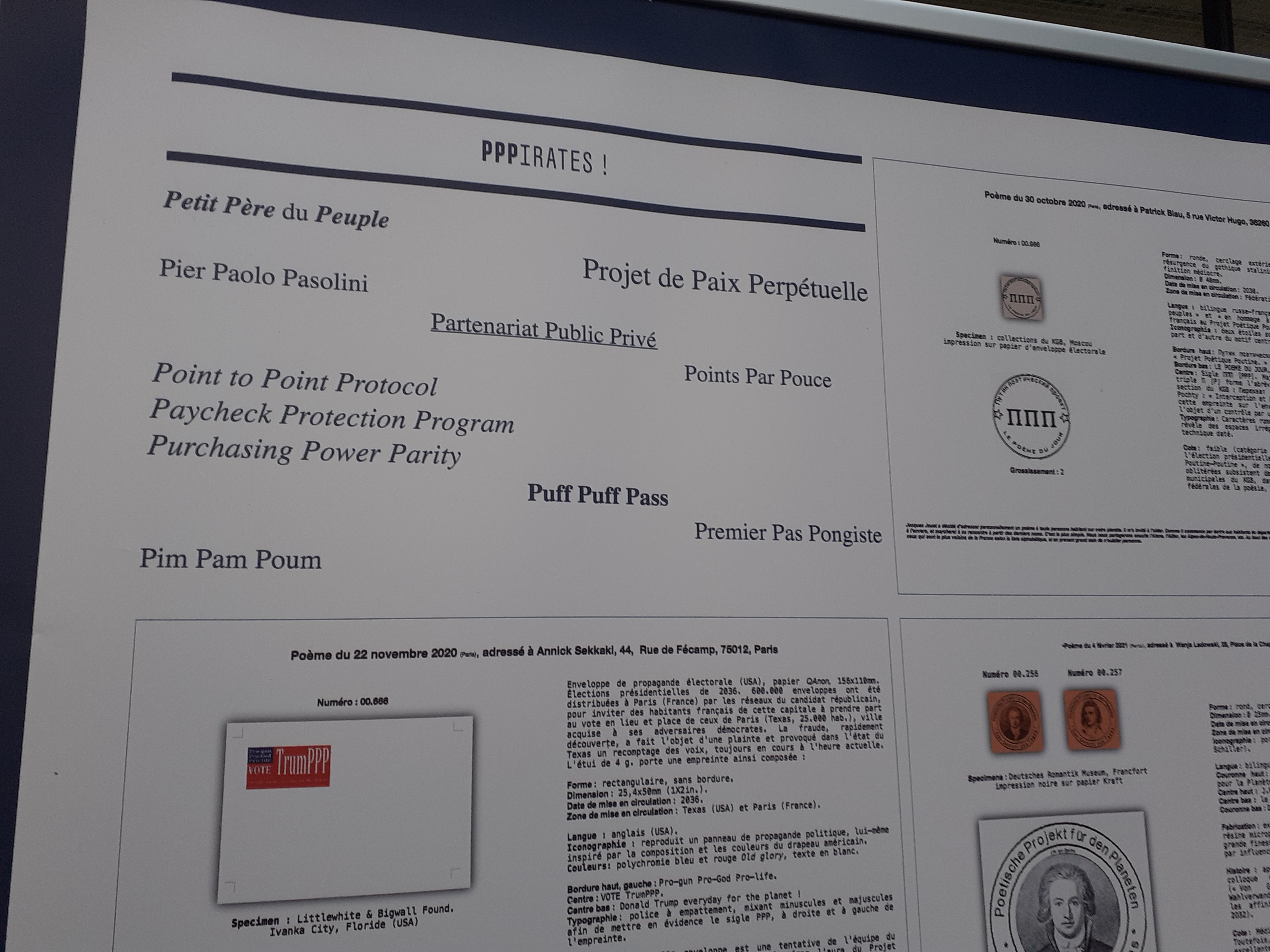
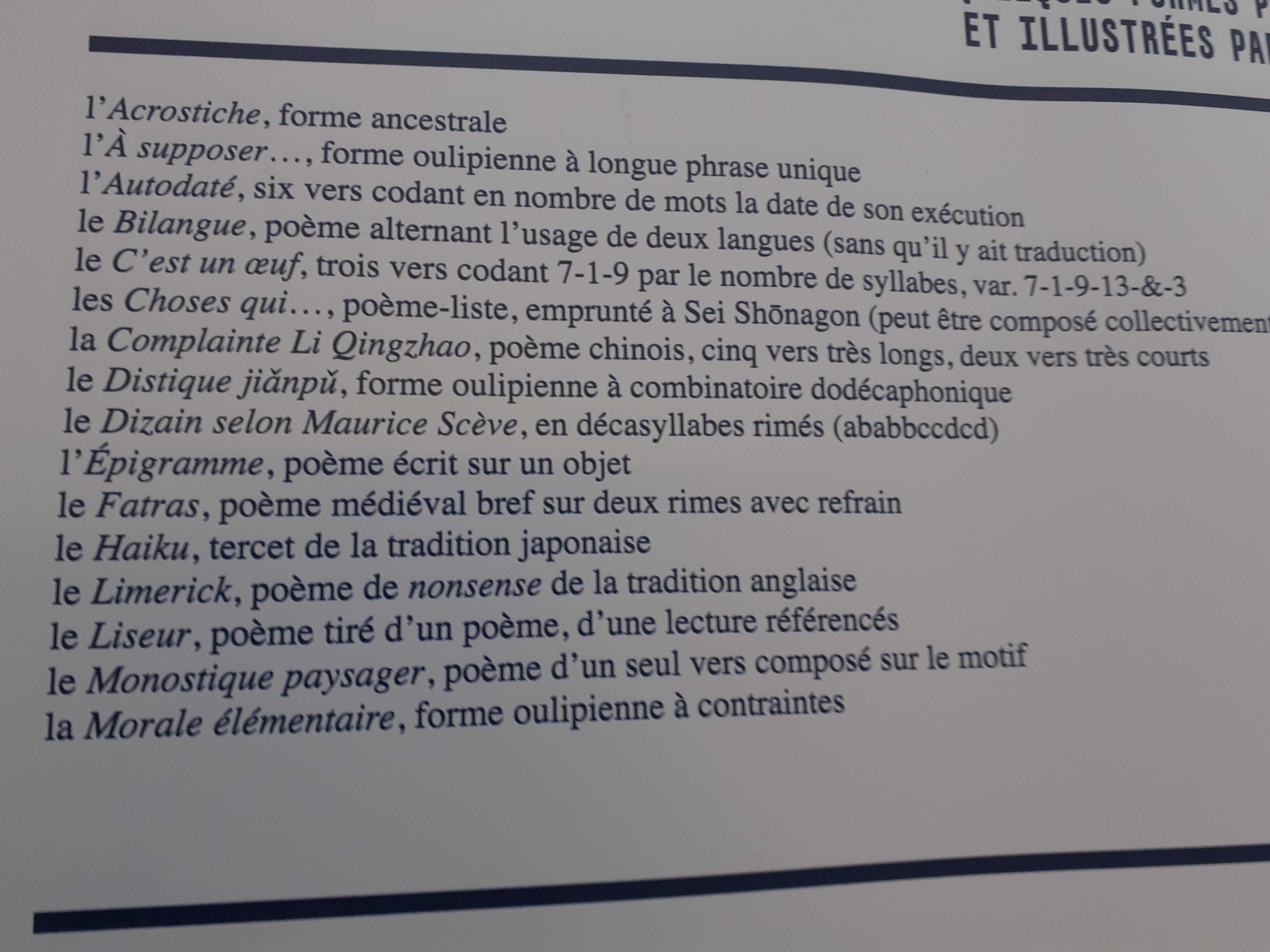
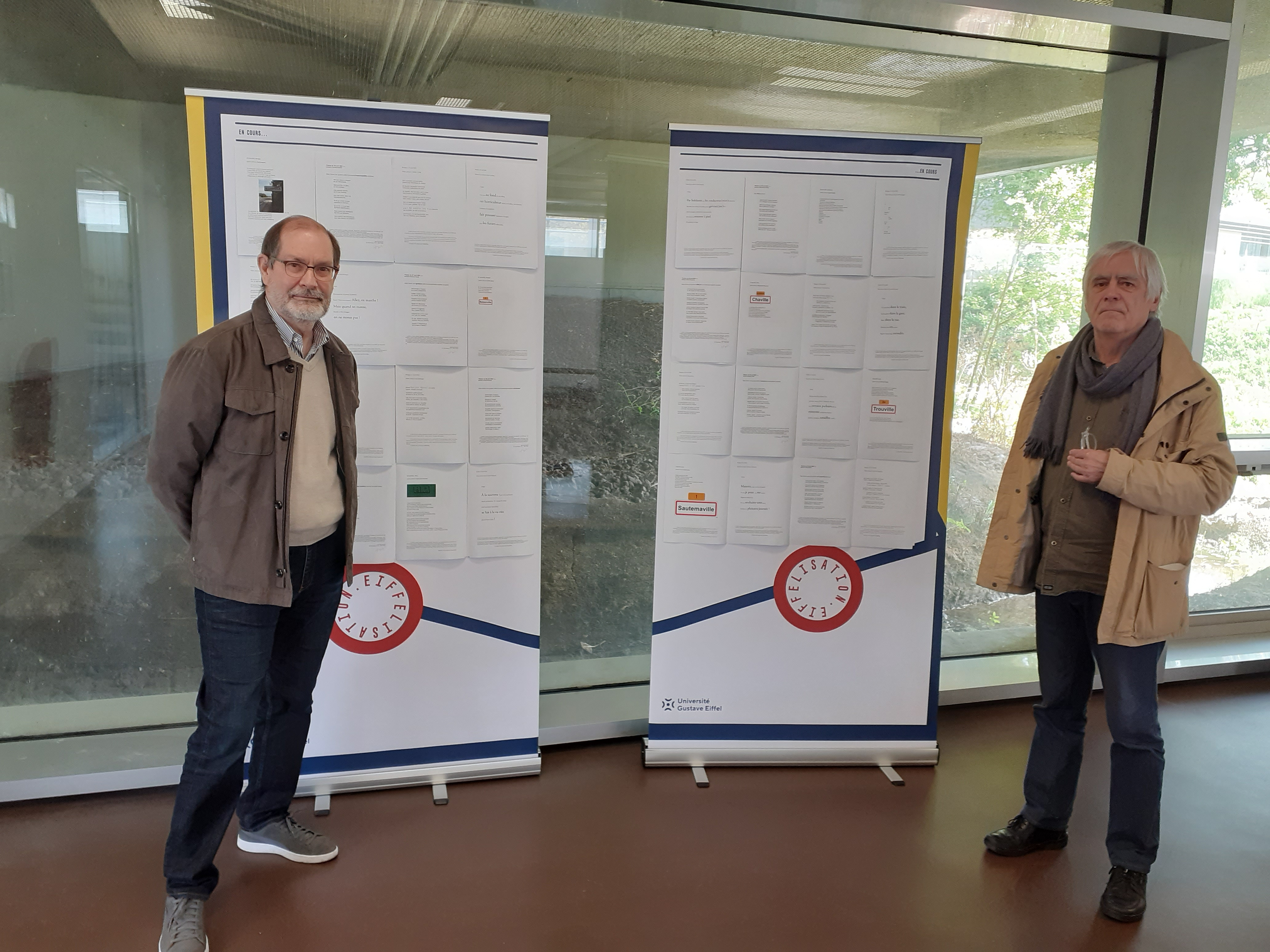
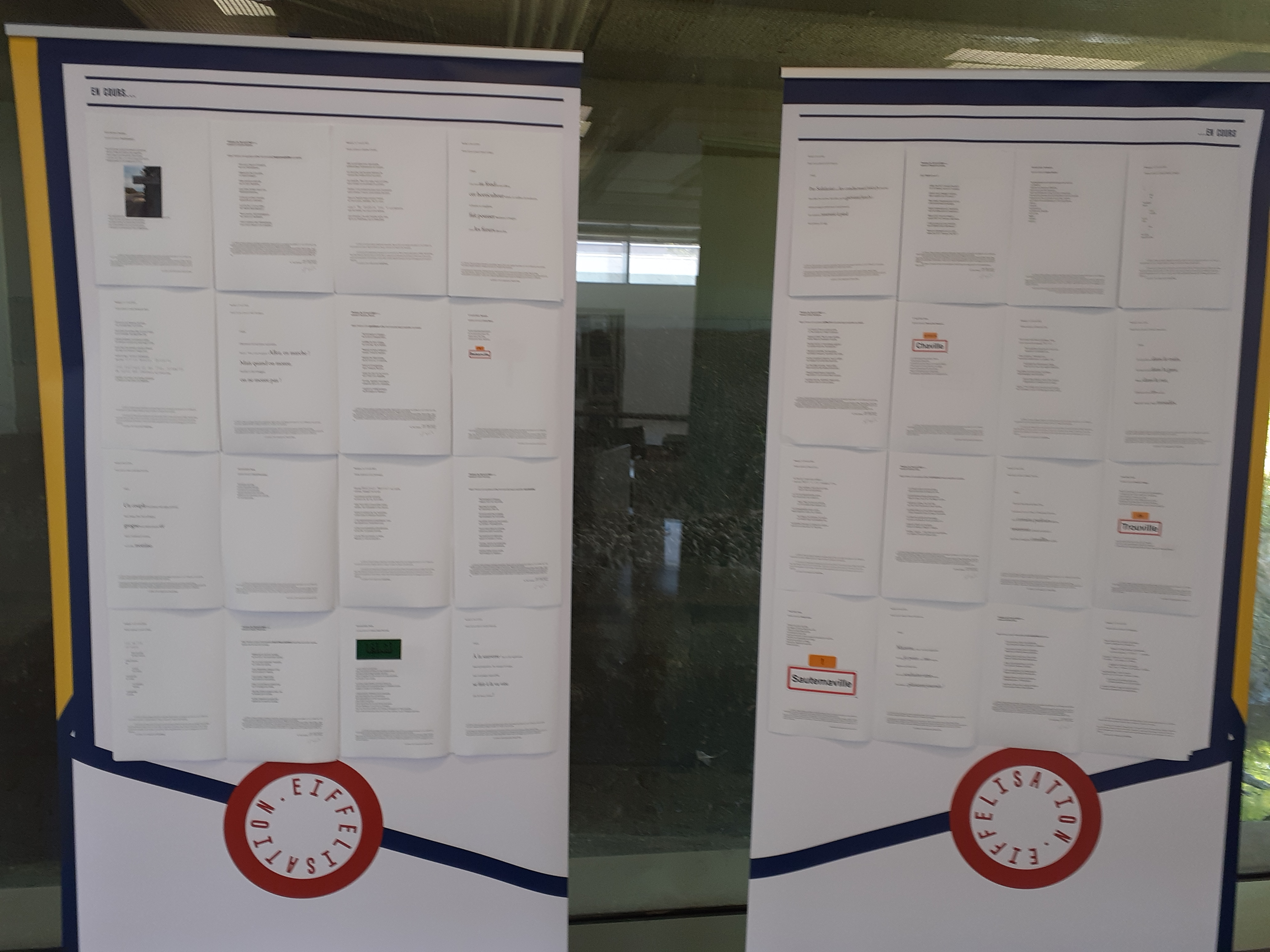
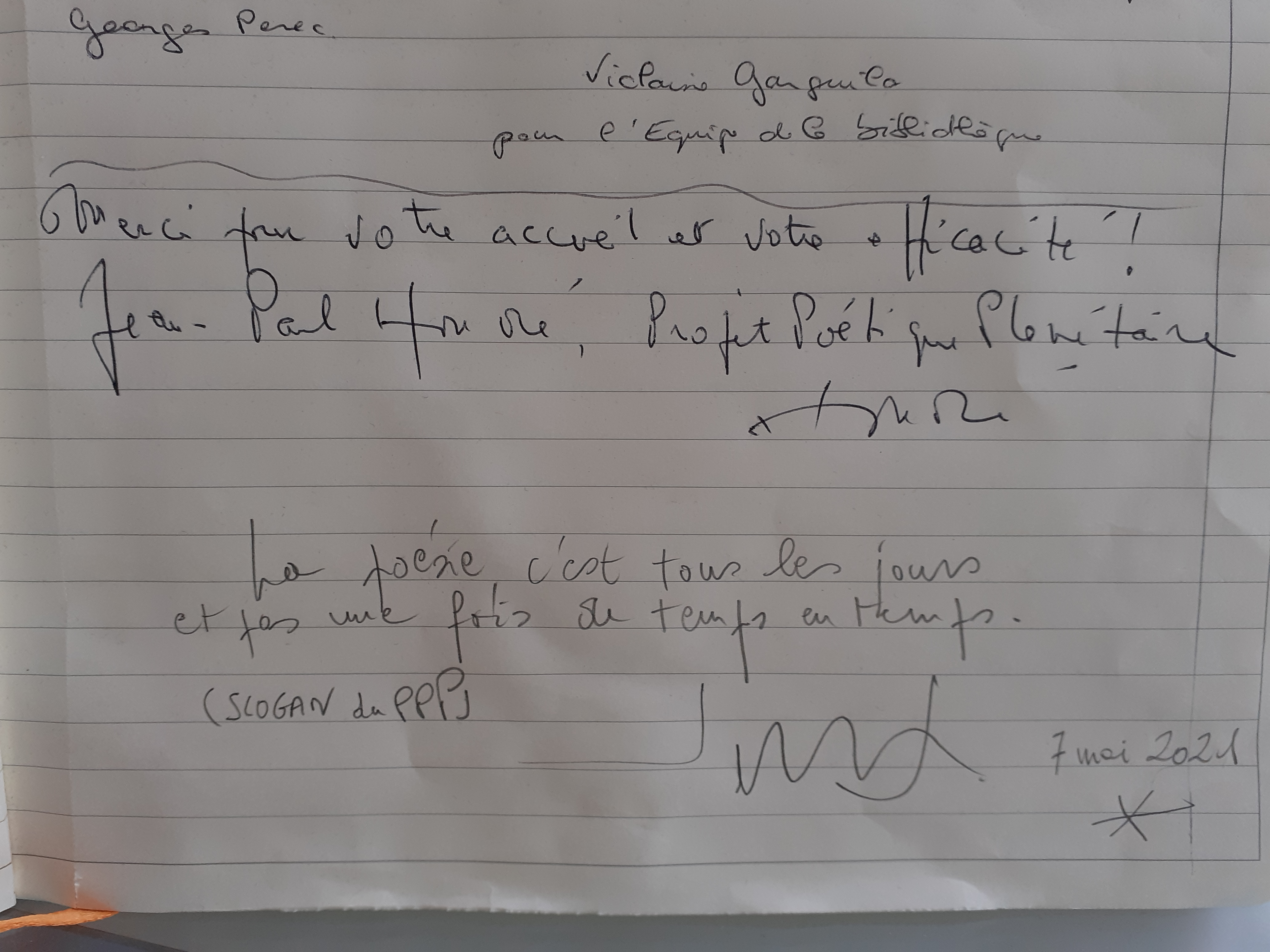

## Publications
Certains de ces poèmes ont été publiés chez divers éditeurs, dans leur état initial ou bien retravaillés.

### Éditions Arléa
- Jean-Paul Honoré, Pontée, Paris, Arléa, 2019, 142 p. (ISBN 978-2-36308-177-3, BNF 45666342). (prix Henri Queffélec du Festival Livre & Mer, Concarneau, 2019).

### La Bibliothèque oulipienne
- Jacques Jouet Récapituls grands et petits, La Bibliothèque oulipienne no 224, 2015.
- Frédéric Forte Pentacles Mallarmé, La Bibliothèque oulipienne no 227, 2017.
- Jacques Roubaud Le Tour du Monde en quatre-vingts strophes, La Bibliothèque oulipienne no 230, 2016.
- Frédéric Forte et Jacques Jouet Distiques Jianpu, La Bibliothèque oulipienne no 237, 2019.

### Édition du chevreuil
- Patrick Biau, Jacques Jouet, Valérie Lotti, Benoît Richter, Marcelline Roux, Cécile Riou, Marine Vaillant L'autodaté de l'été PPP Poezibao 2017, édition de Marine Vaillant.
- Michel Clavel, Jean-Paul Honoré, Marc Lapprand, Natali Leduc, Ian Monk, Cécile Riou, Marine Vaillant Sept été PPP Poezibao 2018, édition de Marine Vaillant.

### L'encre Marine
- Patrick Biau, Jacques Jouet, Guillaume Marie, Idi Nouhou, Annie Pellet, Cécile Riou, Marine Vaillant À voir été PPP Poezibao 2019, édition et linogravures de Marine Vaillant.

### J&J-SLC
- Jacques Jouet På…En… édition bilingue français-danois, traductions en danois par Steen Bille Jørgensen, 2017, dans le cadre du projet Fresh Eyes.

### Les mille univers
- Jacques Jouet et Cécile Riou Rabelais, coll. « PPP », 2018, .
- Natali Leduc, Banane/Banana, coll. « PPP », 2019, 48 p. (ISBN 9782916034508)[9]
- Jacques Jouet, Marc Lapprand, Natali Leduc, Cécile Riou Kobé, coll. « PPP », 2019.
- Cécile Riou Valvins, coll. PPP, 2019.
- Jacques Jouet, Jean-Paul Honoré et Cécile Riou, Paris Duras, coll. « PPP », 2019.
- Jacques Jouet, Idi Nouhou et Cécile Riou, Niamey, coll. « PPP », 2019.
- Jacques Jouet, Marc Lapprand, Natali Leduc, Cécile Riou, Acadie 1, coll. « PPP », 2020.

### Éditions Nous
- Jean-Paul Honoré, Comment le Japon est venu à moi, éditions Nous, 2018.

### The Irish Journal of French Studies
- Jacques Jouet Limerick, vol. 15, 2015.